# 하나쿠라의 난
하나쿠라의 난(일본어:  花倉の乱)은 센고쿠 시대 덴분 5년(1536년)에 일어난 스루가국의 슈고 다이묘, 센고쿠 다이묘인 이마가와 씨의 집안 내분이다.

## 개요
쇼군 아시카가씨(足利氏)의 씨족인 이마가와 집안(今川家)에서는 분메이(文明) 8년(1476년) 도토미(遠江)에서 이마가와 요시타다(今川義忠)가 전사한 뒤에도 가독을 놓고 일문과 유력 피관(被官) 사이의 다툼으로 집안이 분열되는 소동이 일어났고, 이는 막부 모시쓰기슈(申次衆)의 이세 모리토키(伊勢盛時, 호조 소운)의 중개로 長享 원년(1487년) 이마가와 우지치카(今川氏親)에게 가독이 상속되게 되었다.
우지치카는 슈고다이(守護代)가 된 모리토키의 지지로 이마가와 당주의 종주권 강화에 힘썼다. 분국법(分国法)인 『이마가와 가나 목록』(今川仮名目録)을 제정하여 집안을 통솔하였다. 자신의 죽음 뒤의 내홍을 방지하기 위해 적자인 류오마루(龍王丸, 이마가와 우지테루)로의 가독 상속을 확실시하고 다이에이(大永) 3년(1523년)에는 교토의 겐린지(建仁寺)에서 다이겐 셋사이(太原雪斎)를 초빙하여 다섯째 아들 호키쿠마루(芳菊丸, 정실 주케이니의 셋째 아들로 훗날의 바이가쿠 쇼호栴岳承芳 즉 이마가와 요시모토)를 양육하게 하고, 다이에이 5년(1525년)에 출가시켜 후지 군(富士郡) 세코(瀬古)의 젠토쿠지(善得寺, 시즈오카 현 후지 시 소재)로 들어가게 하였다. 우지치카는 이듬해인 다이에이 6년(1526년)에 사망하고 적자인 우지테루가 이마가와 집안의 당주가 되었다.
우지테루의 시대에는 대립하고 있던 가이(甲斐)의 다케다 씨(武田氏)와 화목을 맺고 일문이나 유력 피관의 합의제를 확립시켜, 분국 통치를 정비하였다. 그러나 미카와(三河)에서 마쓰다이라 씨(松平氏)가 활동을 강화하고 수세에 몰린 우지테루는 미카와를 방기하고 가이 침공을 도모한다. 다이겐 셋사이와 함께 교토에서 수행하고 있던 동생 바이가쿠 쇼호(栴岳承芳)를 불러들인 것도 이 무렵이었다.
덴분(天文) 5년(1536년) 3월 17일(4월 7일) 이마가와 가의 당주 이마가와 우지테루(今川氏輝)와 그의 동생이자 상위 계승자였던 히코고로(彦五郎)가 급사하였다. 당주 우지테루의 생모로 집안에서의 영향력이 커진 우지치카의 정실 주케이니(寿桂尼)나 다이겐 셋사이, 중신들은 바이가쿠 쇼호를 환속시켜 교토의 쇼군에게서 이름자 한 자를 받아 요시모토(義元)라 하였다.
나아가 가이의 다케다 집안과의 화친을 성립시켰다. 요시모토의 가독 상속은 당시 이마가와 집안의 유력 피관으로 도토미, 가이 방면의 외교나 군사 업무를 맡고 있던 후쿠시마 씨(福島氏)가 반대하였다. 후쿠시마 집안의 후쿠시마 스케하루(福嶋助春)의 딸이 전임 당주 우지치카의 측실이었으므로 후쿠시마 집안은 이마가와 집안의 외척에 해당했고, 측실 후쿠시마 씨 소생인 겐코 에탄(玄広恵探)을 당주로 옹립해 맞섰다.
5월 24일(6월 12일) 주케이니는 에탄을 지지하던 후쿠시마 에치젠노카미(福島越前守, 후쿠시마 마사나리福島正成와 동일인물이라는 설도 있다)와 면담해 설득을 시도했으나 실패하였다. 다음날인 25일(양력 6월 13일) 에탄 지지파는 구시마 성(久能城)에서 병사를 일으켰고, 스루가 후추(駿河府中)의 이마가와 저택을 습격하였다. 그러나 이마가와 저택의 수비가 굳건했기에 습격은 실패했고, 에탄 지지파는 가타노카미 성(方ノ上城, 焼津市), 하나쿠라 성(花倉城, 葉梨城、藤枝市)을 거점으로 저항하였고, 도토미 등지에서도 이에 동조하는 자가 나타났다.
요시모토는 사가미의 고호조 씨(後北条氏)의 지원까지 얻어서 6월 10일(6월 28일) 오카베 지카쓰나(岡部親綱)가 가타노카미 성을 쳐서 함락시켰다. 이어 에탄이 농성하던 하나쿠라 성을 함락시킨다. 에탄은 지지를 잃고 도망쳐 세토야(瀬戸谷)의 보몬지(普門寺)에서 자결하였다. 도토미에서의 전투도 매듭지어져서 요시모토 자신의 가독 상속을 선언하고 종주권 강화에 힘쓰게 되었다.
하나쿠라의 성주 구시마 에치젠노카미는 이마가와 가의 가신이었지만 이마가와 가를 배신하고 다케다씨에 합세한다. 그 이유는 이마가와 가의 측실의 아들인 겐고 에탄의 어머니가 구시마 일족의 딸이기도 했기 때문에 겐고 에탄이 후계자가 되면 구시마 가의 위상이 높아지기 때문이다. 하지만 이마가와 우지테루의 생모 주케이니는 친자 바이가쿠 쇼호(이마가와 요시모토)를 옹립했고 그 과정에서 승려인 다이겐 셋사이가 다케다 가와 맹약을 체결하는데 그 맹약의 내용이 다케다 노부토라의 아들 다케다 하루노부를 공가인 산조 가의 당주 산조 긴요리의 딸(후의 산조노 가타)와 결혼을 시켜주겠다는 것이다. 이로써 맹약은 성립되었고 다케다 가는 싸움에 끼어들지 않고 원군도 보내지 않았다. 그 결과 구시마 가는 멸망했다.